# مؤسسة الرئيس بوتين الفلسطينية للثقافة والاقتصاد
مؤسسة الرئيس بوتين الفلسطينية للثقافة والاقتصاد، هي مؤسسة غير ربحية في مدينة بيت لحم بدولة فلسطين، تأسست سنة 2016 بغرض تنمية المجتمع الفلسطيني في تعزيز الثقافة والرياضة والاقتصاد. مع الاهتمام بتمكين العلاقات الفلسطينية الروسية.

## الوصف
أُنشئت المؤسسة تكريماً لاسم الرئيس الروسي فلاديمير بوتين بمرسوم رئاسي، على أرض مقدمة من الفلسطينيين بمساحة 15 ألف متر مربع، وبتبرع لتكاليف الإنشاء من حكومة الاتحاد الروسي بلغت 40 مليون دولار. وهي مؤسسة وطنية فلسطينية غير ربحية لها شخصيتها الاعتبارية ومستقلة مالياً وإدارياً، ولها الأهلية القانونية لمباشرة الأعمال والأنشطة التي تكفل تحقيق الأهداف التي اُسست من أجلها.
يقع مبنى المؤسسة في شارع الرئيس بوتين بمدينة بيت لحم. ويتكون المبنى الرئيسي من 6 طوابق، بهم مركزاً رياضياً وآخر للموسيقى، ومركز للأعمال، ومسرح، وقاعة سينما، وقاعة متعددة الاستخدامات.

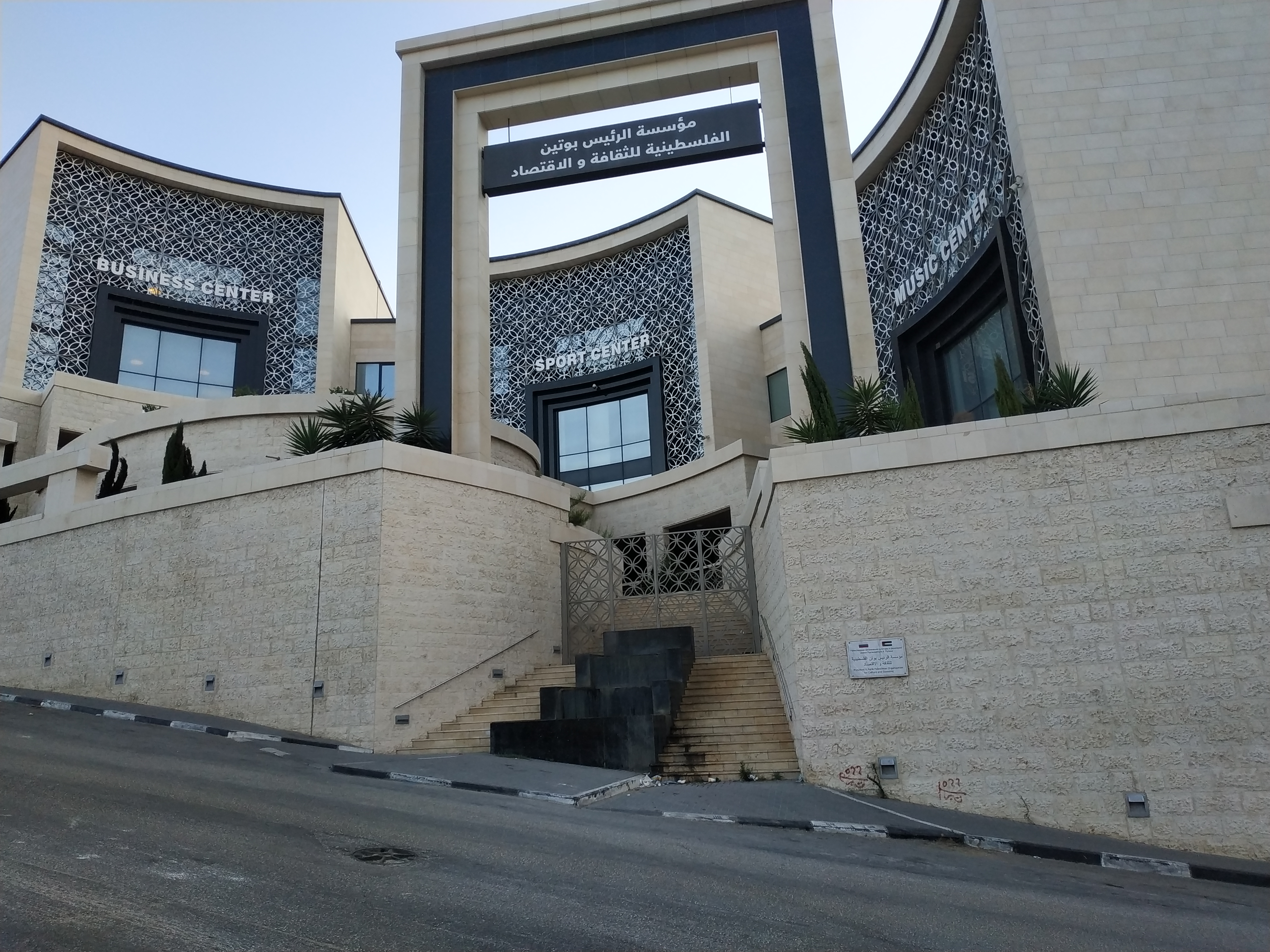
مبنى المؤسسة